# Piotr Ferensowicz
Piotr Ferensowicz (ur. 8 stycznia 1940 w Gołogórach) – polski muzyk, chórzysta i dyrygent. 

Absolwent Państwowej Wyższej Szkoły Muzycznej we Wrocławiu na kierunkach gry organowej, u prof. Jerzego Zabłockiego i dyrygentura, na Wydziale Pedagogicznym u prof. Jerzego Zabłockiego.
W latach 1966–1971 był śpiewakiem Chóru Polskiego Radia we Wrocławiu. Założyciel chóru młodzieżowego "Carillon" (1966-1971).
Od roku 1971 do 1993 Kierownik Chóru Operetki Wroclawskiej (chórmistrz) 
Od grudnia 1971 do listopada 1999 roku prowadził chór Politechniki Wrocławskiej. Zainicjował i był kierownikiem artystycznym Festiwalu Barbórkowego Chórów Studenckich przez jego 26 edycji. W latach 1995–1999 – Prezes Dolnośląskiego Oddziału PZChiO.